# Чалбышево
Чалбышево — село в Енисейском районе Красноярского края России. Административный центр Чалбышевского сельсовета.

## География
Село находится в юго-восточной части района, на берегах реки Рыбная (Чалбышева) (приток реки Кеми), на расстоянии приблизительно 42 километров (по прямой) к юго-западу от города Енисейска, административного центра района. Абсолютная высота — 115 метров над уровнем моря.
Климат
Климат характеризуется как резко континентальный, с морозной продолжительной зимой. Средняя температура самого тёплого месяца (июля) составляет 24,4 °С (абсолютный максимум — 37 °С). Средняя температура самого холодного месяца (января) — −27,7 °С (абсолютный минимум — −59 °С). Среднегодовое количество атмосферных осадков составляет 460 мм. В тёплый период года (с апреля по октябрь) выпадает около 77 % осадков.
Часовой пояс
Село Чалбышево находится в часовой зоне МСК+4. Смещение применяемого времени относительно UTC составляет +7:00.

## История
Основано в 1600 году. По данным 1926 года в населённом пункте имелось 124 хозяйства и проживало 579 человек (289 мужчин и 290 женщин). В национальном составе населения того периода преобладали русские. В административном отношении являлось центром Чалбышевского сельсовета Пировского района Красноярского округа Сибирского края.

## Население
| 2010 |
| ---- |
| 348  |

Гендерный состав
По данным Всероссийской переписи населения 2010 года в гендерной структуре населения мужчины составляли 47,4 %, женщины — соответственно 52,6 %.
Национальный состав
Согласно результатам переписи 2002 года, в национальной структуре населения русские составляли 94 % из 365 чел.

## Улицы
Уличная сеть села состоит из пяти улиц.